# Radenac
Radenac (tiếng Breton: Radeneg) là một xã ở tỉnh Morbihan trong vùng Bretagne tây bắc Pháp. Xã này có diện tích 21,65 km², dân số năm 1999 là 825 người. Khu vực này có độ cao từ 72-131 mét trên mực nước biển.
Cư dân của Radenac danh xưng trong tiếng Pháp là Radenacois.